# Cox's Bazar

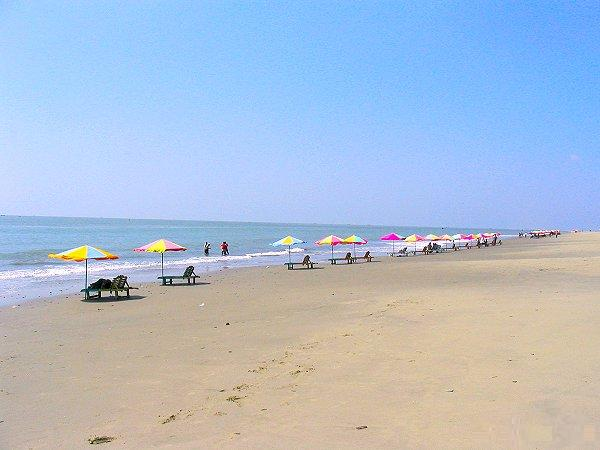
Touristes à la plage

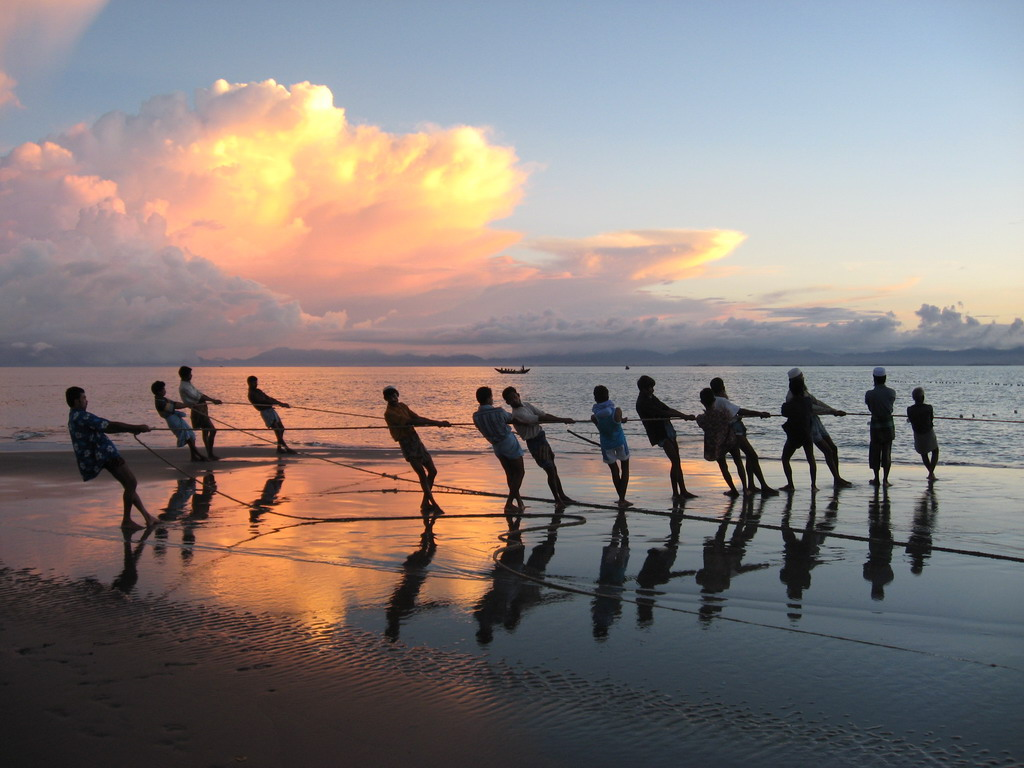
Aube à Saint Martin's Island

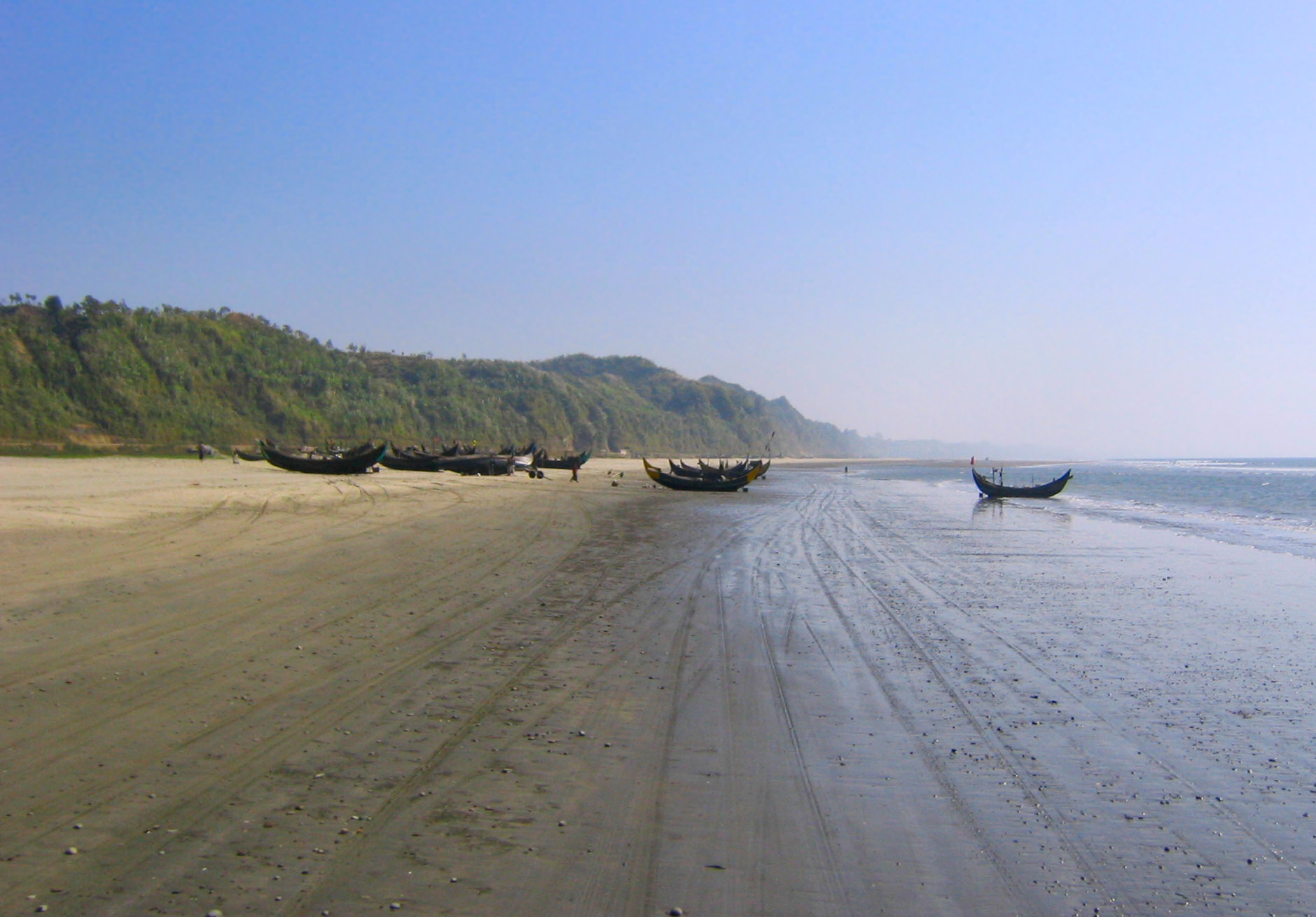
Vue de la plage avec bateaux de pêche

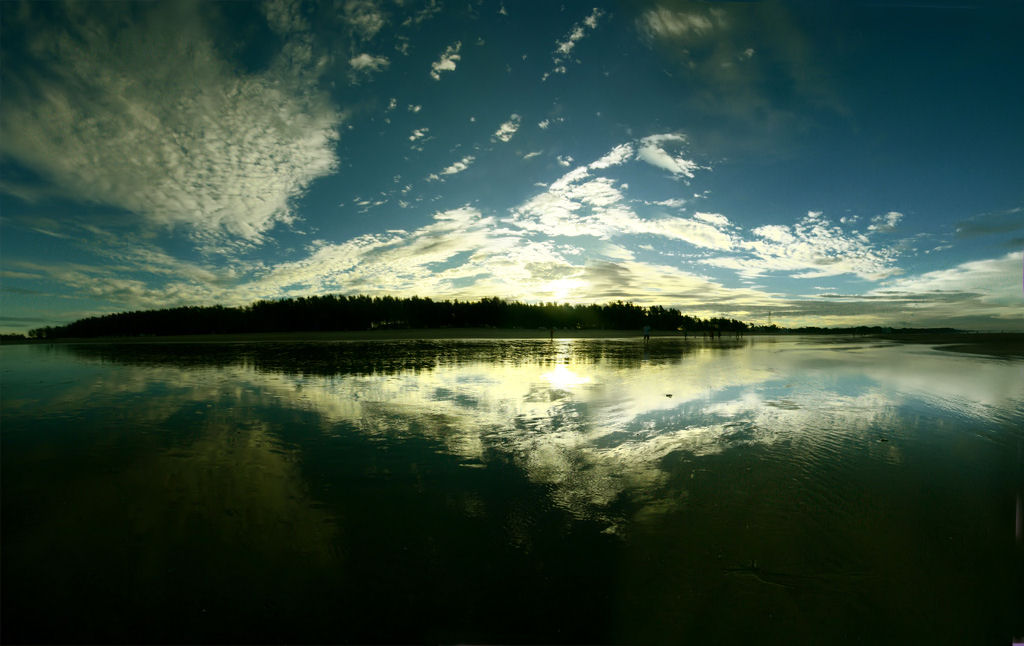
Panorama

Cox's Bazar (en bengali কক্স বাজার - kôksho bajar ou kôks bazar), est une ville, port de pêche et capitale du district du même nom dans l'extrême sud-est du Bangladesh. Elle est connue pour sa plage de 120 km, une des plus longues au monde,. Située à 150 km au sud de Chittagong, elle est également connue sous le nom de Panowa (« fleur jaune »), son ancien nom étant Palongkee. Son nom actuel vient du capitaine Cox, un officier de la British Army du XVIIe siècle servant dans ce qui était alors l'Inde britannique.
Elle est l'attraction touristique la plus visitée du Bangladesh, mais reste aujourd'hui méconnue du public étranger.

## La ville
Située sur le golfe du Bengale, au sud-est du Bangladesh, Cox's Bazar est une ville portuaire et une station thermale surtout connue pour sa plage. La municipalité couvre 6,85 km2, comportant 27 mahallas et 9 wards. Sa population est de 51 918 habitants. Elle est reliée à Chittagong par la route, une ligne ferroviaire et par voie aérienne.

### Histoire
La région de Chittagong, y compris Cox's Bazar, est sous la domination des rois d'Arakan du IXe siècle à sa conquête par les Moghols en 1666. Pendant un voyage à Arakan, le prince moghol Shâh Shujâ passe par Cox's Bazar et est captivé par la beauté de la région ; il commande à ses forces, dont mille palanquins, de s'y installer temporairement. Il existe aujourd'hui un lieu appelé Dulahazara, signifiant « mille palanquins ». Après les Moghols, la région est sous domination tipra, puis arakan à nouveau, suivi des Portugais puis des Britanniques.
Le nom de Cox's Bazar vient du nom de famille d'un officier de la Compagnie anglaise des Indes orientales, le capitaine Hiram Cox, surintendant de Palonki (aujourd'hui Cox's Bazar), après que Warren Hastings devient gouverneur du Bengale à la suite du passage de la British East India Company Act en 1773. Cox fut choisi pour s'occuper d'un conflit de longue durée entre les réfugiés Arakan et les Rakhains locaux. Il fait progresser la réinsertion des réfugiés de la région, mais meurt en 1799 avant d'avoir fini son travail. Pour commémorer son rôle dans ce projet, on monte un marché/bazar nommé en son honneur. La thana de Cox's Bazar est établie en 1854 et la municipalité en 1869.
La Compagnie est vivement critiquée après la révolte des cipayes de 1857 ; elle est dissoute le 1er janvier 1874, tous ses actifs (y inclus ses forces militaires) étant acquis par la Couronne britannique. Cox's Bazar est alors déclaré district de la province du Bengale.
Après la fin de la domination britannique en 1945, Cox's Bazar fait partie du Pakistan oriental. Le capitaine Fazlul Karim, premier président de la municipalité après l'indépendance des Britanniques, fait planter une forêt de tamaris le long de la plage pour attirer les touristes et pour protéger la côte de l'érosion et des raz-de-marée. Il donne des terres pour construire la bibliothèque publique et la mairie de la ville. En 1959, la municipalité est transformée en  town committee. En 1961, le Geological Survey of Pakistan fait des recherches sur les minéraux radioactifs (tels que le monazite) aux alentours de la plage et y découvre plusieurs métaux lourds précieux.
En 1971, le débarcadère de Cox's Bazar est utilisé comme port naval par les canonnières de l'armée de terre pakistanaise ; le débarcadère et l'aéroport utilisés par l'armée de l'air pakistanaise sont bombardés de manière intensive par la marine indienne pendant la Guerre de libération du Bangladesh. Les troupes pakistanaises tuent plusieurs habitants de la ville.
Après l'indépendance, le gouvernement commence à accorder plus d'attention à la région. En 1972, le town committee de Cox's Bazar redevient municipalité. En 1975, le gouvernement commence à étudier la viabilité commerciale de l'exploitation des minéraux lourds de la région, en coopération avec le gouvernement australien. En avril 2007, le Bangladesh est connecté au réseau sous-marin de câbles en tant que membre du consortium SEA-ME-WE-4 ; Cox's Bazar devient l'une des escales du câble sous-marin.

### Géographie et climat
La ville s'étend sur 6,84 km2. Elle est bordée au nord et est par le fleuve Bakkhali, à l'ouest par le golfe du Bengale, et par Jhilwanj Union au sud.
Son climat est tropical et caractérisé par les moussons (températures hautes, précipitations intenses, forte humidité), avec des variations saisonnières. Le changement de direction des vents entre hiver et été est un aspect important du climat du pays. Le climat de Cox's Bazar est similaire au reste du pays ; les températures vont d'un maximum de 34,8 °C à un minimum de 16,1 °C et les précipitations moyennes annuelles sont de 4 285 mm.

#### Relevé
| Mois                              | jan. | fév. | mars | avril | mai  | juin | jui. | août | sep. | oct. | nov. | déc. | année |
| --------------------------------- | ---- | ---- | ---- | ----- | ---- | ---- | ---- | ---- | ---- | ---- | ---- | ---- | ----- |
| Température minimale moyenne (°C) | 15   | 17   | 20,7 | 23,9  | 25,1 | 25,2 | 25,1 | 25   | 25   | 24,3 | 21,1 | 16,5 | 22    |
| Température moyenne (°C)          | 20,9 | 22,8 | 25,8 | 28    | 28,7 | 28   | 27,6 | 27,6 | 28,3 | 28   | 25,6 | 22   | 26,1  |
| Température maximale moyenne (°C) | 26,7 | 28,5 | 30,9 | 32,1  | 32,3 | 30,7 | 30   | 30,2 | 31,6 | 31,6 | 30   | 27,5 | 30,2  |
| Record de froid (°C)              | 8    | 11   | 13   | 19    | 18   | 21   | 21   | 21   | 21   | 17   | 11   | 11   | 8     |
| Record de chaleur (°C)            | 31   | 33   | 35   | 36    | 36   | 35   | 37   | 33   | 33   | 36   | 33   | 30   | 37    |
| Précipitations (mm)               | 0    | 10   | 30   | 100   | 320  | 790  | 900  | 700  | 380  | 180  | 80   | 20   | 3 550 |

| Diagramme climatique                                  |          |            |             |             |             |           |           |           |             |          |            |
| J                                                     | F        | M          | A           | M           | J           | J         | A         | S         | O           | N        | D          |
| 26,7150                                               | 28,51710 | 30,920,730 | 32,123,9100 | 32,325,1320 | 30,725,2790 | 3025,1900 | 30,225700 | 31,625380 | 31,624,3180 | 3021,180 | 27,516,520 |
| Moyennes : • Temp. maxi et mini °C • Précipitation mm |          |            |             |             |             |           |           |           |             |          |            |

### Économie et développement

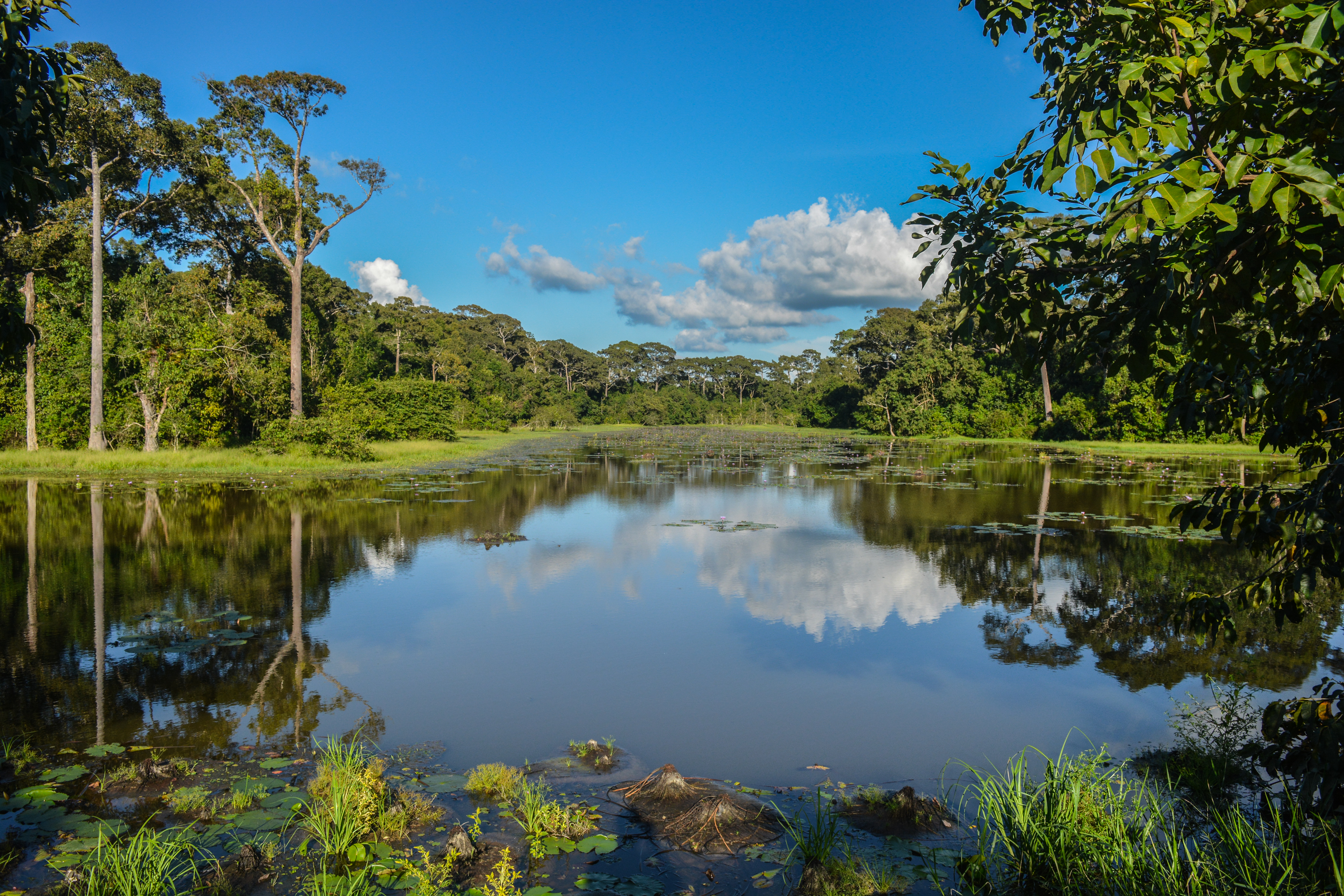
Une vue du Dulhazra Safari Park. Octobre 2017.

Étant l'attraction touristique la plus populaire du pays, plusieurs hôtels y ont été construits. Cox's Bazar est également un port de pêche et de fruits de mer. On y cueille également des perles.
Parmi les autres attractions touristiques de la région, on trouve l'Aggmeda Khyang, un grand monastère bouddhiste (les habitants de la région étant bouddhistes et musulmans), Ramu, un village bouddhiste à environ 10 km de Cox's Bazar, et Dulhazra Safari Park, un sanctuaire d'animaux sur la route entre Chittagong et Cox's Bazar.

### Risques
La côte du Bangladesh est régulièrement exposée aux cyclones tropicaux et aux glissements de terrain. La région de Cox's Bazar est dans une zone de haut risque pour les marées montant de plus d'un mètre, ainsi que les glissements. Environ 70 % des habitants d'une zone proche de la ville sont morts dans le Cyclone Gorky de 1991. 
Les taux de radiation sont plus élevés que la moyenne. Le risque de maladies transmises par les moustiques peut également être plus haut dans la région.

## La plage
L'attraction principale de Cox's Bazar est sa longue plage de sable s'étendant de l'embouchure du fleuve Bakkhali jusqu'à Teknaf, soit 120 km. Quoiqu'appelée « plage de Cox's Bazar », la plage elle-même s'étend largement au-delà des limites de la ville.

### Tourisme
La plage est surtout visitée des Bangladais, mais il y a un nombre de plus en plus important de touristes étrangers. Il n'y a pas de chiffres officiels concernant le nombre de touristes, mais une dépêche de l'Agence France-Presse a estimé que, pendant l'hiver, 10 000 chambres d'hôtel sont réservées et occupées presque toute la semaine.

### Géographie

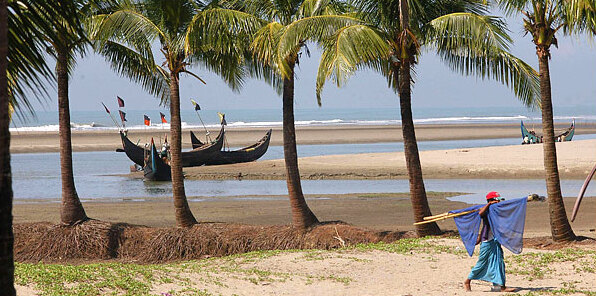
Plage Inani

La plage principale, devant la ville de Cox's Bazar, est Laboni. Des centaines de petits commerces vendent des souvenirs et d'autres objets aux touristes. À environ 18 km au sud de la ville on trouve Himchari, un lieu populaire de pique-nique. La plage Inani, située à 35 km au sud de la ville, est une longue plage de sable blanc située dans la thana Ukhia. Elle est moins fréquentée que Laboni et ses eaux sont vides de requins.

### Minéraux
Le sable de Cox's Bazar et des environs est riche en métaux lourds. On y trouve le hornblende, le grenat, l'épidote, l'ilménite, le magnétite, le rutile, la pyrite et quelques hydroxyles. La plage de Cox's Bazar contiendrait à elle seule 5,119 Mt de minéraux @ 0,04 % mon ; Inani pourrait contenir 0.729 Mt. de minéraux @ 0.13% mon. Les îles environnantes (Maheshkhali, Kutubdia et Nijhum Deep) ainsi que la plage de Teknaf contiendraient également de grandes quantités de minéraux. Le total des gisements serait de 4,4 millions de tonnes de métaux lourds dans 20,5 millions de tonnes de sable (sp gr > 2,9).

## D'autres attractions touristiques

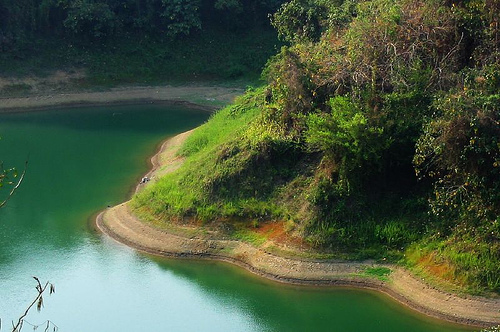
Le lac Kaptai

Maheshkhali est une petite île (268 km2) sur la côte recouverte de collines et forêts de mangrove. On y trouve un temple hindou dédié à Shiva ainsi qu'une pagode bouddhiste.
L'île de Sonadia est une petite île de 9 km2 ; l'est a une plage de sable, le nord une colonie de huîtres ; on y trouve également une forêt de mangrove.
Teknaf, à l'embouchure du fleuve Naf, marque la fin de la plage et la pointe sud du Bangladesh. Le fleuve forme la frontière entre le Bangladesh et la Birmanie.
Saint Martin's Island est une petite île à environ 9 km au sud de la péninsule de Teknaf. C'est la seule île corallienne du Bangladesh. Elle abrite une colonie de tortues de mer, dont la survie est  menacée.
Bandarban, à environ 3 heures de route de Cox's Bazar, est près du plus grand temple bouddhiste du Bangladesh, Buddha Dhatu Jadi (à 4 km de la ville), ainsi que de la cascade appelée Shoilo Propat.
Rangamati, ville dont la population est majoritairement bouddhiste, est surtout connue pour son lac, le lac Kaptai. Artificiel, il est toutefois connu pour la beauté de ses paysages.